# Ndèye Sène
Ndèye Sène (née le 18 janvier 1988) est une joueuse sénégalaise de basket-ball, au poste d'arrière. Elle est membre de l'équipe du Sénégal de basket-ball féminin et a participé au championnat d’Afrique de basket-ball féminin 2017.

## Carrière
- Club 2016-2017 : ASC Ville de Dakar

## Palmarès
- Médaille d'or au Championnat d'Afrique de basket-ball féminin 2015
- Médaille d'or aux Jeux africains de 2011
- Médaille d'or au Championnat d'Afrique de basket-ball féminin 2009
- Médaille d'argent au championnat d'Afrique 2019
- Médaille d'argent au Championnat d'Afrique de basket-ball féminin 2017
- Médaille d'argent au Championnat d'Afrique de basket-ball féminin 2011
- Médaille de bronze au Championnat d'Afrique de basket-ball féminin 2013
- Médaille de bronze au Championnat d'Afrique de basket-ball féminin des 20 ans et moins 2006